# Gran Premio di Spagna
Il Gran Premio di Spagna (in catalano Gran Premi d'Espanya; in spagnolo Gran Premio de España) è una gara automobilistica che si tiene dal 1913.
Nel 1923 si tenne per la prima volta su un circuito permanente, e nel 1926 e 1927 la gara fu valida per il Campionato Mondiale Costruttori, e nel 1935 fu l'ultima prova del campionato europeo.
Dal 1951 fa parte del campionato mondiale di Formula 1, dal 1986 in maniera continuativa.
A partire dal 1991 fino al 2025 si è corso sul Circuito di Barcellona-Catalogna di Montmeló, organizzato dal Real Automóvil Club de Cataluña (RACC).
A partire dalla stagione 2026 il Gran Premio si disputerà su un nuovo tracciato cittadino a Madrid.

## Storia
La prima edizione del Gran Premio risale al 1913 su un circuito improvvisato nella località di Guadarrama. Nel 1923 si svolse la prima gara ufficialmente denominata Gran Premio di Spagna, sul circuito ovale di Sitges-Terramar, vinta dal francese Albert Divo.
Nel 1926 la gara si svolse sul Circuito Lasarte, lungo 17 km e situato nei Paesi Baschi a Lasarte-Oria. L'ultima edizione prima che la Spagna precipitasse nella guerra civile si svolse nel 1935, e a vincere fu la Mercedes con Rudolf Caracciola (che quell'anno divenne Campione d'Europa, titolo equivalente all'attuale Mondiale Piloti).
Il primo gran premio valido per il campionato mondiale di Formula 1 venne disputato nel 1951 sul tracciato cittadino di Pedralbes a Barcellona, circuito caratterizzato da una sede stradale molto ampia e da lunghi rettilinei. Dopo una pausa di circa dieci anni, a partire dal 1968 il gran premio venne svolto alternativamente sui circuiti di Jarama, vicino a Madrid, e Montjuïc, quest'ultimo situato in un parco barcellonese. Successivamente, dal 1986 al 1990, la corsa venne organizzata a Jerez de la Frontera, in Andalusia, prima del ritorno nella città catalana con il nuovo circuito di Montmeló a partire dal Gran Premio di Spagna 1991. In Spagna si sono svolti anche altri Gran Premi, ma con la denominazione di Gran Premio d'Europa: nel 1994 e 1997 sul circuito di Jerez de la Frontera e dal 2008 al 2012 sul Circuito urbano di Valencia.
L'edizione del 2025 ha stabilito un record di 300 286 spettatori durante il weekend di gara, battendo il record precedente di 297 368 spettatori registrato nell'edizione del 2024. A partire dalla stagione 2026 il Gran Premio si disputerà su un nuovo tracciato cittadino tra le vie della capitale Madrid, quale nuova sede della gara. La massima categoria corse per l'ultima volta nelle vicinanze della capitale spagnola nella stagione 1981, sul circuito del Jarama.

## Albo d'oro
Le edizioni indicate con sfondo rosa non appartenevano ad alcun campionato.

Le edizioni indicate con sfondo giallo appartenevano al Campionato Europeo di automobilismo.

Le edizioni indicate con sfondo verde appartenevano al Campionato Mondiale Costruttori.
| Anno        | Circuito             | Pilota                | Vettura                | Resoconto     |
| ----------- | -------------------- | --------------------- | ---------------------- | ------------- |
| 1913        | Guadarrama           | Carlos de Salamanca   | Rolls-Royce            | Resoconto     |
| 1914 - 1922 | Non disputato        | Non disputato         | Non disputato          | Non disputato |
| 1923        | Sitges-Terramar      | Albert Divo           | Sunbeam                | Resoconto     |
| 1924 - 1925 | Non disputato        | Non disputato         | Non disputato          | Non disputato |
| 1926        | Lasarte              | Bartolomeo Costantini | Bugatti                | Resoconto     |
| 1927        | Lasarte              | Robert Benoist        | Delage                 | Resoconto     |
| 1928        | Lasarte              | Louis Chiron          | Bugatti                | Resoconto     |
| 1929        | Lasarte              | Louis Chiron          | Bugatti                | Resoconto     |
| 1930        | Lasarte              | Achille Varzi         | Maserati               | Resoconto     |
| 1931 - 1932 | Non disputato        | Non disputato         | Non disputato          | Non disputato |
| 1933        | Lasarte              | Louis Chiron          | Alfa Romeo             | Resoconto     |
| 1934        | Lasarte              | Luigi Fagioli         | Mercedes-Benz          | Resoconto     |
| 1935        | Lasarte              | Rudolf Caracciola     | Mercedes-Benz          | Resoconto     |
| 1936 - 1950 | Non disputato        | Non disputato         | Non disputato          | Non disputato |
| 1951        | Pedralbes            | Juan Manuel Fangio    | Alfa Romeo             | Resoconto     |
| 1952 - 1953 | Non disputato        | Non disputato         | Non disputato          | Non disputato |
| 1954        | Pedralbes            | Mike Hawthorn         | Ferrari                | Resoconto     |
| 1955 - 1966 | Non disputato        | Non disputato         | Non disputato          | Non disputato |
| 1967        | Jarama               | Jim Clark             | Lotus-Ford Cosworth    | Resoconto     |
| 1968        | Jarama               | Graham Hill           | Lotus-Ford Cosworth    | Resoconto     |
| 1969        | Montjuich            | Jackie Stewart        | Matra-Ford Cosworth    | Resoconto     |
| 1970        | Jarama               | Jackie Stewart        | Tyrrell-Ford Cosworth  | Resoconto     |
| 1971        | Montjuich            | Jackie Stewart        | Tyrrell-Ford Cosworth  | Resoconto     |
| 1972        | Jarama               | Emerson Fittipaldi    | Lotus-Ford Cosworth    | Resoconto     |
| 1973        | Montjuich            | Emerson Fittipaldi    | Lotus-Ford Cosworth    | Resoconto     |
| 1974        | Jarama               | Niki Lauda            | Ferrari                | Resoconto     |
| 1975        | Montjuich            | Jochen Mass           | McLaren-Ford Cosworth  | Resoconto     |
| 1976        | Jarama               | James Hunt            | McLaren-Ford Cosworth  | Resoconto     |
| 1977        | Jarama               | Mario Andretti        | Lotus-Ford Cosworth    | Resoconto     |
| 1978        | Jarama               | Mario Andretti        | Lotus-Ford Cosworth    | Resoconto     |
| 1979        | Jarama               | Patrick Depailler     | Ligier-Ford Cosworth   | Resoconto     |
| 1980        | Jarama               | Alan Jones            | Williams-Ford Cosworth | Resoconto     |
| 1981        | Jarama               | Gilles Villeneuve     | Ferrari                | Resoconto     |
| 1982 - 1985 | Non disputato        | Non disputato         | Non disputato          | Non disputato |
| 1986        | Jerez de la Frontera | Ayrton Senna          | Lotus-Renault          | Resoconto     |
| 1987        | Jerez de la Frontera | Nigel Mansell         | Williams-Honda         | Resoconto     |
| 1988        | Jerez de la Frontera | Alain Prost           | McLaren-Honda          | Resoconto     |
| 1989        | Jerez de la Frontera | Ayrton Senna          | McLaren-Honda          | Resoconto     |
| 1990        | Jerez de la Frontera | Alain Prost           | Ferrari                | Resoconto     |
| 1991        | Catalogna            | Nigel Mansell         | Williams-Renault       | Resoconto     |
| 1992        | Catalogna            | Nigel Mansell         | Williams-Renault       | Resoconto     |
| 1993        | Catalogna            | Alain Prost           | Williams-Renault       | Resoconto     |
| 1994        | Catalogna            | Damon Hill            | Williams-Renault       | Resoconto     |
| 1995        | Catalogna            | Michael Schumacher    | Benetton-Renault       | Resoconto     |
| 1996        | Catalogna            | Michael Schumacher    | Ferrari                | Resoconto     |
| 1997        | Catalogna            | Jacques Villeneuve    | Williams-Renault       | Resoconto     |
| 1998        | Catalogna            | Mika Häkkinen         | McLaren-Mercedes       | Resoconto     |
| 1999        | Catalogna            | Mika Häkkinen         | McLaren-Mercedes       | Resoconto     |
| 2000        | Catalogna            | Mika Häkkinen         | McLaren-Mercedes       | Resoconto     |
| 2001        | Catalogna            | Michael Schumacher    | Ferrari                | Resoconto     |
| 2002        | Catalogna            | Michael Schumacher    | Ferrari                | Resoconto     |
| 2003        | Catalogna            | Michael Schumacher    | Ferrari                | Resoconto     |
| 2004        | Catalogna            | Michael Schumacher    | Ferrari                | Resoconto     |
| 2005        | Catalogna            | Kimi Räikkönen        | McLaren-Mercedes       | Resoconto     |
| 2006        | Catalogna            | Fernando Alonso       | Renault                | Resoconto     |
| 2007        | Catalogna            | Felipe Massa          | Ferrari                | Resoconto     |
| 2008        | Catalogna            | Kimi Räikkönen        | Ferrari                | Resoconto     |
| 2009        | Catalogna            | Jenson Button         | Brawn-Mercedes         | Resoconto     |
| 2010        | Catalogna            | Mark Webber           | Red Bull-Renault       | Resoconto     |
| 2011        | Catalogna            | Sebastian Vettel      | Red Bull-Renault       | Resoconto     |
| 2012        | Catalogna            | Pastor Maldonado      | Williams-Renault       | Resoconto     |
| 2013        | Catalogna            | Fernando Alonso       | Ferrari                | Resoconto     |
| 2014        | Catalogna            | Lewis Hamilton        | Mercedes               | Resoconto     |
| 2015        | Catalogna            | Nico Rosberg          | Mercedes               | Resoconto     |
| 2016        | Catalogna            | Max Verstappen        | Red Bull-TAG Heuer     | Resoconto     |
| 2017        | Catalogna            | Lewis Hamilton        | Mercedes               | Resoconto     |
| 2018        | Catalogna            | Lewis Hamilton        | Mercedes               | Resoconto     |
| 2019        | Catalogna            | Lewis Hamilton        | Mercedes               | Resoconto     |
| 2020        | Catalogna            | Lewis Hamilton        | Mercedes               | Resoconto     |
| 2021        | Catalogna            | Lewis Hamilton        | Mercedes               | Resoconto     |
| 2022        | Catalogna            | Max Verstappen        | Red Bull-RBPT          | Resoconto     |
| 2023        | Catalogna            | Max Verstappen        | Red Bull-Honda RBPT    | Resoconto     |
| 2024        | Catalogna            | Max Verstappen        | Red Bull-Honda RBPT    | Resoconto     |
| 2025        | Catalogna            | Oscar Piastri         | McLaren-Mercedes       | Resoconto     |

## Statistiche
Le statistiche si riferiscono alle sole edizioni valide per il campionato del mondo di Formula 1 e sono aggiornate al Gran Premio di Spagna 2025.

### Vittorie per pilota
| Pos. | Pilota             | Vittorie |
| ---- | ------------------ | -------- |
| 1    | Michael Schumacher | 6        |
| =    | Lewis Hamilton     | 6        |
| 3    | Max Verstappen     | 4        |
| 4    | Jackie Stewart     | 3        |
| =    | Nigel Mansell      | 3        |
| =    | Alain Prost        | 3        |
| =    | Mika Häkkinen      | 3        |
| 8    | Emerson Fittipaldi | 2        |
| =    | Mario Andretti     | 2        |
| =    | Ayrton Senna       | 2        |
| =    | Kimi Räikkönen     | 2        |
| =    | Fernando Alonso    | 2        |

### Vittorie per costruttore
| Pos. | Costruttore | Vittorie |
| ---- | ----------- | -------- |
| 1    | Ferrari     | 12       |
| 2    | McLaren     | 9        |
| 3    | Williams    | 7        |
| =    | Mercedes    | 7        |
| 5    | Lotus       | 6        |
| =    | Red Bull    | 6        |
| 7    | Alfa Romeo  | 1        |
| =    | Matra       | 1        |
| =    | March       | 1        |
| =    | Tyrrell     | 1        |
| =    | Ligier      | 1        |
| =    | Benetton    | 1        |
| =    | Renault     | 1        |
| =    | Brawn GP    | 1        |

### Vittorie per motore
| Pos. | Motore        | Vittorie |
| ---- | ------------- | -------- |
| 1    | Mercedes      | 13       |
| 2    | Ferrari       | 12       |
| 3    | Ford-Cosworth | 11       |
| =    | Renault       | 11       |
| 5    | Honda         | 3        |
| 6    | Honda RBPT    | 2        |
| 7    | Alfa Romeo    | 1        |
| =    | TAG Heuer     | 1        |
| =    | RBPT          | 1        |

### Pole position per pilota
| Pos. | Pilota             | Pole |
| ---- | ------------------ | ---- |
| 1    | Michael Schumacher | 7    |
| 2    | Lewis Hamilton     | 6    |
| 3    | Ayrton Senna       | 4    |
| 4    | Alberto Ascari     | 2    |
| =    | Jacky Ickx         | 2    |
| =    | Niki Lauda         | 2    |
| =    | Mario Andretti     | 2    |
| =    | Jacques Laffite    | 2    |
| =    | Mika Häkkinen      | 2    |
| =    | Kimi Räikkönen     | 2    |
| =    | Mark Webber        | 2    |
| =    | Nico Rosberg       | 2    |

### Pole position per costruttore
| Pos. | Costruttore | Pole |
| ---- | ----------- | ---- |
| 1    | Ferrari     | 14   |
| 2    | McLaren     | 10   |
| =    | Mercedes    | 9    |
| 4    | Williams    | 6    |
| 5    | Lotus       | 5    |
| 6    | Red Bull    | 3    |
| 7    | Ligier      | 2    |
| =    | Benetton    | 2    |
| 9    | Lancia      | 1    |
| =    | Brabham     | 1    |
| =    | Renault     | 1    |
| =    | Brawn GP    | 1    |

### Pole position per motore
| Pos. | Motore        | Pole |
| ---- | ------------- | ---- |
| 1    | Mercedes      | 15   |
| 2    | Ferrari       | 14   |
| 3    | Renault       | 10   |
| 4    | Ford-Cosworth | 8    |
| 5    | Honda         | 5    |
| 6    | Lancia        | 1    |
| =    | Matra         | 1    |
| =    | Honda RBPT    | 1    |

### Giri veloci per pilota
| Pos. | Pilota               | GPV |
| ---- | -------------------- | --- |
| 1    | Michael Schumacher   | 7   |
| 2    | Lewis Hamilton       | 5   |
| 3    | Jacky Ickx           | 2   |
| =    | Mario Andretti       | 2   |
| =    | Nigel Mansell        | 2   |
| =    | Riccardo Patrese     | 2   |
| =    | Giancarlo Fisichella | 2   |
| =    | Mika Häkkinen        | 2   |
| =    | Rubens Barrichello   | 2   |
| =    | Felipe Massa         | 2   |
| =    | Max Verstappen       | 2   |

### Giri veloci per costruttore
| Pos. | Costruttore | GPV |
| ---- | ----------- | --- |
| 1    | Ferrari     | 14  |
| 2    | McLaren     | 9   |
| 3    | Williams    | 6   |
| 4    | Red Bull    | 5   |
| 5    | Lotus       | 4   |
| =    | Mercedes    | 4   |
| 7    | Benetton    | 2   |
| 8    | Alfa Romeo  | 1   |
| =    | Lancia      | 1   |
| =    | Matra       | 1   |
| =    | Brabham     | 1   |
| =    | Parnelli    | 1   |
| =    | Ligier      | 1   |
| =    | Jordan      | 1   |
| =    | Renault     | 1   |
| =    | Brawn GP    | 1   |
| =    | Sauber      | 1   |
| =    | Toro Rosso  | 1   |

### Giri veloci per motore
| Pos. | Motore        | GPV |
| ---- | ------------- | --- |
| 1    | Ferrari       | 16  |
| 2    | Mercedes      | 11  |
| 3    | Ford-Cosworth | 10  |
| 4    | Renault       | 7   |
| 5    | Honda         | 4   |
| 6    | Alfa Romeo    | 1   |
| =    | Lancia        | 1   |
| =    | Matra         | 1   |
| =    | Peugeot       | 1   |
| =    | TAG Heuer     | 1   |
| =    | RBPT          | 1   |
| =    | Honda RBPT    | 1   |

### Podi per pilota
| Pos. | Pilota             | Podi |
| ---- | ------------------ | ---- |
| 1    | Michael Schumacher | 12   |
| =    | Lewis Hamilton     | 12   |
| 3    | Max Verstappen     | 8    |
| 4    | Alain Prost        | 7    |
| =    | Fernando Alonso    | 7    |
| 6    | Nigel Mansell      | 6    |
| 7    | Kimi Räikkönen     | 5    |
| =    | Sebastian Vettel   | 5    |
| 9    | Mario Andretti     | 4    |
| =    | David Coulthard    | 4    |
| =    | Rubens Barrichello | 4    |
| =    | Valtteri Bottas    | 4    |

### Podi per costruttore
| Pos. | Costruttore | Podi |
| ---- | ----------- | ---- |
| 1    | Ferrari     | 39   |
| 2    | McLaren     | 30   |
| 3    | Mercedes    | 18   |
| 4    | Red Bull    | 15   |
| 5    | Lotus       | 13   |
| =    | Williams    | 13   |
| 7    | Benetton    | 9    |
| 8    | Renault     | 5    |
| 9    | Matra       | 3    |
| =    | Tyrrell     | 3    |
| =    | Ligier      | 3    |

### Podi per motore
| Pos. | Motore        | Podi |
| ---- | ------------- | ---- |
| 1    | Ferrari       | 39   |
| 2    | Mercedes      | 36   |
| 3    | Ford-Cosworth | 33   |
| 4    | Renault       | 25   |
| 5    | Honda         | 9    |
| 6    | Matra         | 3    |
| =    | TAG Porsche   | 3    |
| =    | TAG Heuer     | 3    |
| 9    | Alfa Romeo    | 2    |
| =    | BMW           | 2    |
| =    | RBPT          | 2    |
| =    | Honda RBPT    | 2    |

### Punti per pilota
| Pos. | Pilota             | Punti |
| ---- | ------------------ | ----- |
| 1    | Lewis Hamilton     | 256   |
| 2    | Max Verstappen     | 169   |
| 3    | Sebastian Vettel   | 155   |
| 4    | Fernando Alonso    | 134   |
| 5    | Michael Schumacher | 118   |
| 6    | Valtteri Bottas    | 107   |
| 7    | Kimi Räikkönen     | 91    |
| 8    | Sergio Pérez       | 81    |
| 9    | Carlos Sainz Jr.   | 70    |
| 10   | Nico Rosberg       | 67    |

### Punti per costruttore
| Pos. | Costruttore | Punti |
| ---- | ----------- | ----- |
| 1    | Ferrari     | 548   |
| 2    | Red Bull    | 424   |
| 3    | Mercedes    | 422   |
| 4    | McLaren     | 361,5 |
| 5    | Williams    | 207   |
| 6    | Lotus       | 140   |
| 7    | Renault     | 75    |
| 8    | Benetton    | 60    |
| 9    | Force India | 46    |
| 10   | Sauber      | 31    |

### Punti per motore
| Pos. | Motore        | Punti |
| ---- | ------------- | ----- |
| 1    | Mercedes      | 782   |
| 2    | Ferrari       | 614   |
| 3    | Renault       | 461   |
| 4    | Ford-Cosworth | 267,5 |
| 5    | Honda         | 152   |
| 6    | TAG Heuer     | 77    |
| 7    | Honda RBPT    | 74    |
| 8    | BMW           | 46    |
| 9    | RBPT          | 45    |
| 10   | Alfa Romeo    | 22    |